# Onzeneiro
Onzeneiro foi uma profissão, semelhante a um agiota, que cobrava 11% de juros a quem lhe pedisse dinheiro por empréstimo, estando neste número a derivação do seu nome.

## Na ficção
- Onzeneiro - personagem do Auto da Barca do Inferno

## A Origem e a Representação Histórica dos Onzeneiros
Não se sabe ao certo quando os onzeneiros surgiram, mas muitos pesquisadores acreditam que essa atividade tenha se consolidado na Idade Média, período em que os grandes comerciantes ganharam maior relevância social, passando a ser admirados não apenas pela nobreza e pelo clero, mas também pelo povo.
Com o intenso fluxo de dinheiro no comércio, muitos comerciantes e pessoas comuns passaram a recorrer aos onzeneiros para obter empréstimos, mesmo cientes dos altos juros cobrados. Atuando como agiotas, esses indivíduos lucravam com os empréstimos e, caso o devedor não conseguisse saldar sua dívida, penhoravam seus bens até que o valor fosse quitado. Historicamente, o onzeneiro é retratado como uma figura avarenta e exploradora, imagem que pode ser confirmada em obras literárias como O Auto da Barca do Inferno, de Gil Vicente.
Nessa alegoria teatral, escrita no século XVI, o onzeneiro é condenado ao inferno após sua morte, simbolizando a reprovação moral de sua ganância. O personagem, que explorou o povo cobrando juros abusivos, demonstra tamanho apego ao dinheiro que deseja retornar à vida para acumular mais riquezas e, assim, comprar sua passagem para o céu. Essa representação não foi aleatória: refletia a realidade de uma Lisboa renascentista, onde agiotas enriqueciam à custa da necessidade alheia.

Ao analisar essas características históricas, é possível traçar paralelos entre o onzeneiro do passado e o agiota contemporâneo. Apesar dos séculos de distância, a essência dessa atividade permanece a mesma: a exploração financeira por meio de empréstimos com juros exorbitantes, perpetuando uma dinâmica que já era criticada há mais de quinhentos anos.